# Celții în Transilvania

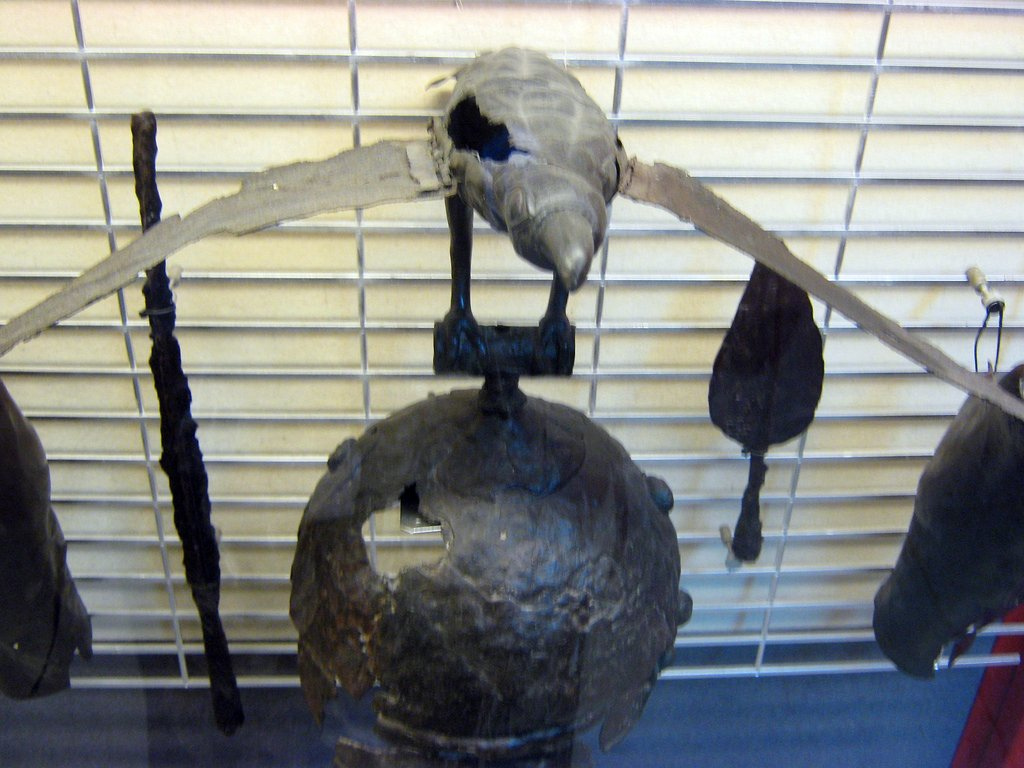
Coiful de la Ciumești

Celții au fost un popor de origine indo-europeană care în secolul al IV-lea î.Hr. au ajuns și pe teritoriul Transilvaniei.
Nu există izvoare literare care să ateste prezența celților pe teritoriul Transilvaniei, însă datorită descoperirilor arheologice, experții pot reconstitui istoria celților de pe teritoriul României și cum au ajuns ei aici.

## Istoria celților în Transilvania
Migrația celților pe acest teritoriu a avut loc undeva în ultima treime a secolului al IV-lea î.Hr. Din această perioadă s-au descoperit multe artefacte celtice găsite la Turdaș, Hațeg și Mediaș. Cea mai importantă locație cercetată a fost necropola Pișcolt care cuprindea un număr mare de morminte. Primele grupuri celtice apărute în Transilvania au dus la crearea grupei culturale a Hallstattului târziu.
Momentul pătrunderii primelor grupuri celtice se situează în jurul anului 335 î.Hr. Colonizarea masivă a Câmpiei Tisei și Podișului Transilvaniei s-a produs încă din secolul al III-lea î.Hr. odată cu invaziile celtice din Balcani. După moartea lui Lysimah din 281 î.Hr., trei armate celtice s-au pus în mișcare. După respingerea invaziei, unii celți s-au stabilit în Asia Mică, iar alții la confluența Savei cu Dunărea.
Agitația provocată de aceste mișcări de populație au determinat răspândirea celților pe o zonă mai vastă. Descoperirile de la Pișcolt au scos la iveală faptul că în această perioadă au apărut așezări care practicau inhumația ca practică funerară. Totuși nu toate zonele intracarpatice au fost ocupate de celți. De exemplu în Maramureș, din secolele al III-lea și al IV-lea î.Hr., au fost descoperite așezări dacice, fapt ce demonstrează că celții nu au pătruns în această zonă. Așezările celților aveau un caracter rural. Astfel de situri au fost descoperite la Mediaș, Ciumești și Morești. Necropolele sunt bine studiate, în această zonă descoperindu-se practicarea incinerației și a inhumației.
     Teritoriul Hallstatt principal (HaC, 800 î.Hr.), în galben.
     Zona de influență Hallstatt (c. 500 î.Hr., HaD) în galben deschis/crem.
     Teritoriul  La Tène principal (450 î.Hr.), în verde.
     Zona de influență La Tène (c. 250 î.Hr.), în verde deschis.

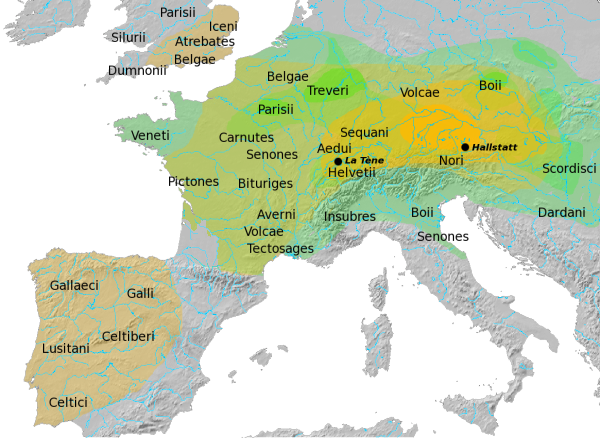
Culturile Hallstatt și La Tène.
Teritoriul Hallstatt principal (HaC, 800 î.Hr.), în galben.
Zona de influență Hallstatt (c. 500 î.Hr., HaD) în galben deschis/crem.
Teritoriul La Tène principal (450 î.Hr.), în verde.
Zona de influență La Tène (c. 250 î.Hr.), în verde deschis.
Teritoriile unor triburile celtice importante ale perioadei La Tène târzii sunt indicate pe hartă.

La sfârșitul perioadei La Tène C1 (care a avut loc în jurul anului 200 î.Hr.) s-a constatat dispariția necropolelor celtice din Transilvania. Acest lucru se datorează probabil faptului că dacii și geții au început să ocupe aceste teritorii. Migrația celților în Transilvania a dus la apariția unor importante necropole. Cele mai numeroase morminte au fost descoperite la Pișcolt și Fântânele (peste 150), spre deosebire de celelalte necropole unde numărul maxim de morminte ajungea la 50-70. Căpeteniile, războinicii și femeile erau înhumate în morminte plane.[nefuncțională]

Celții, însă, nu au afectat politic și social doar zona Transilvaniei, ci au fost întâlniți și în Italia, Grecia și Asia Mică. Prima invazie celtică s-a produs în Italia în jurul anului 400 î.Hr. Prima invazie din Italia a fost aceea a conducătorului celt Brennus în 387 î.Hr. Mai târziu un alt conducător, prin 280 î.Hr., care avea tot numele de Brennus, a invadat și el Italia.